# Segovia (ort)
Segovia är en ort i Colombia.   Den ligger i departementet Antioquía, i den norra delen av landet, 280 km norr om huvudstaden Bogotá. Segovia ligger 680 meter över havet och antalet invånare är 39 938.
Terrängen runt Segovia är kuperad åt nordväst, men åt sydost är den platt. Runt Segovia är det glesbefolkat, med 10 invånare per kvadratkilometer. Segovia är det största samhället i trakten. Omgivningarna runt Segovia är en mosaik av jordbruksmark och naturlig växtlighet.